# Verkeerdevlei
Verkeerdevlei este un oraș din Africa de Sud.